# 山中温泉
山中温泉（やまなかおんせん）は、石川県加賀市の旧山中町にある温泉。ならびに加賀市の町名の一つ。古くから歴史のある温泉の地であり、加賀温泉郷の一角を占める。

## 概要

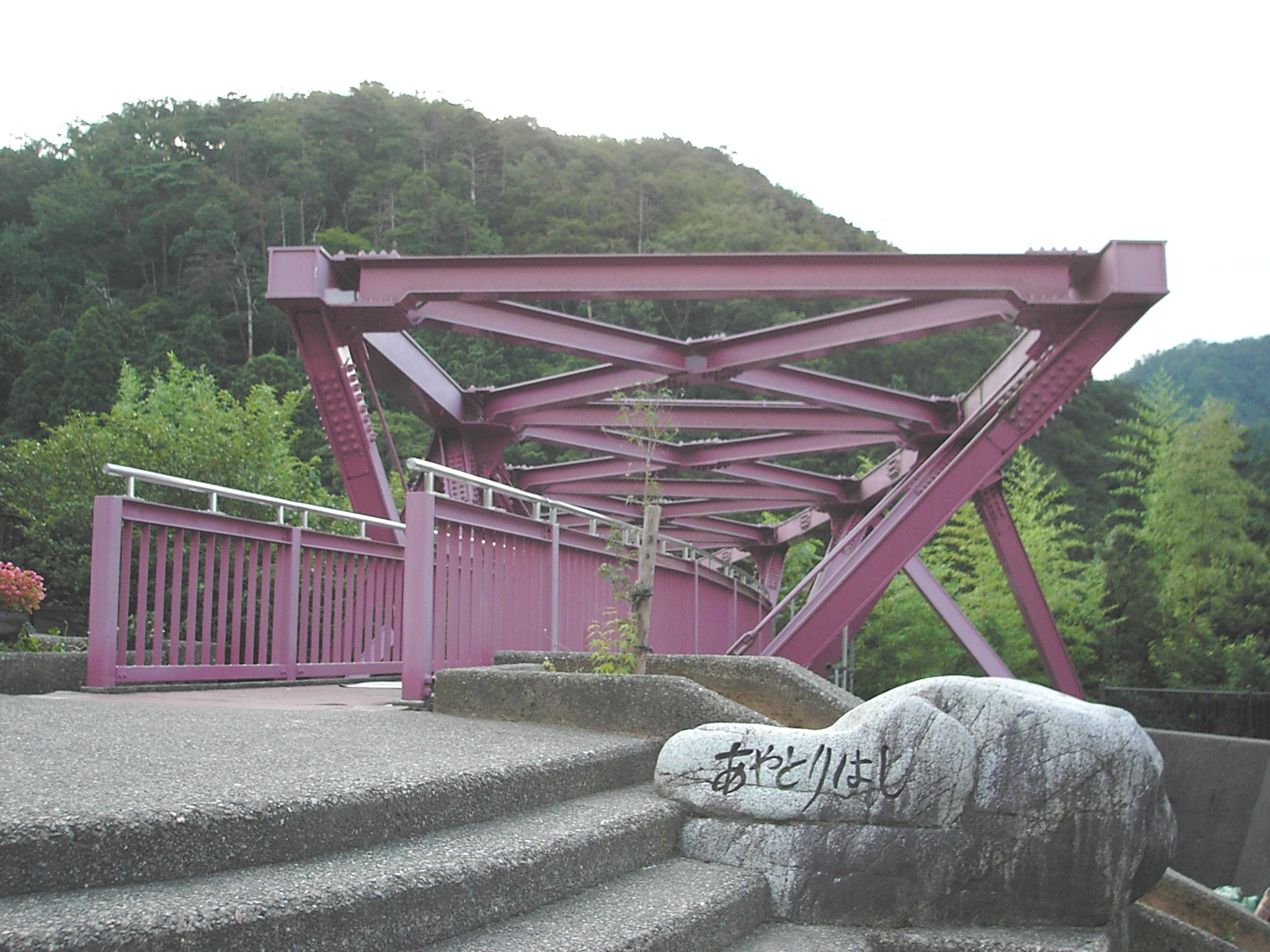
あやとりはし

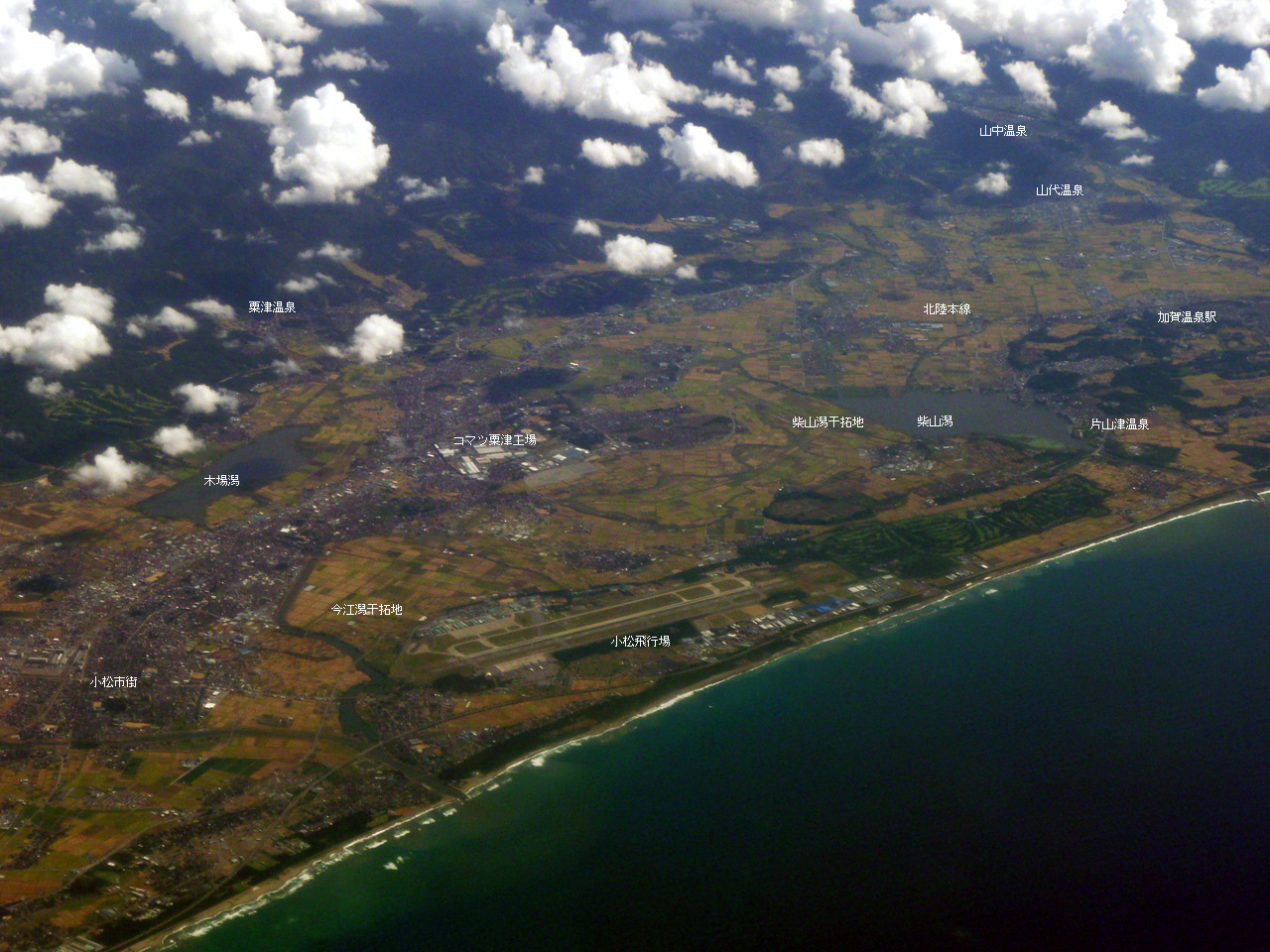
加賀温泉郷・山中温泉（画像右上）

山中温泉街は山に囲まれた街であり、また至近の自然豊かな山、谷、川など山間部の田舎の情緒も味わえる。温泉街は大聖寺川の渓谷沿いなどに旅館が立ち並ぶ。
文字通り「山の中」にあり、一帯は鶴仙渓という景勝地である。街のシンボルであるこおろぎ橋や草月流家元がデザインしたユニークな形のあやとりはしがあり、日帰り入浴施設もある。山中漆器の産地でもあり、土産物屋が多い。民謡『山中節』は、江戸時代の元禄期から歌い継がれているとされる。
名鉄ホテルグループが経営していたが撤退、廃業した山中グランドホテルを2005年に湯快リゾートが買収。これを契機に廃業等の宿泊施設を買収して再生させる格安ホテルチェーンの進出が著しい。

### 共同浴場
共同浴場は総湯「菊の湯」が存在し、その下に源泉が存在する。菊の湯（男子用）のプール状の大きな湯船の壁には大きく、『山中温泉縁起絵巻』の一部を九谷焼タイルで模写している（原本は山中温泉 医王寺所有）。菊の湯の菊は、東日本巡歴で当地に滞在した松尾芭蕉が記した『奥の細道』の句に因んでいる。総湯という呼称は全国広く使われたが今は北陸地方だけに残る。

### 山中座と広場

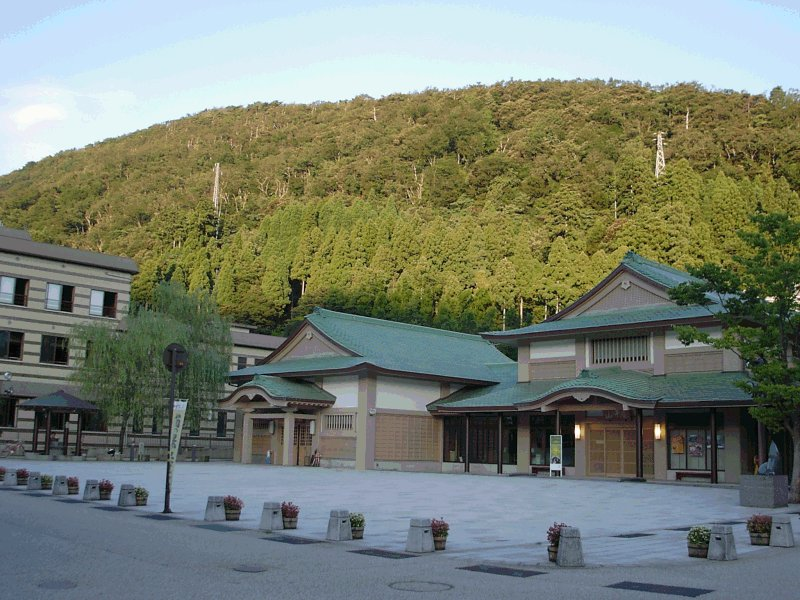
早朝の菊の湯（中央）と山中座（右）、足湯（左端）

共同浴場、菊の湯は男女用それぞれ別棟であり、その間の大広場にはからくり時計、松尾芭蕉が曾良との此処での別れに際し詠んだ句にちなみ「笠の露」と名付けた足湯、各種の催し物を開く市民ホール山中座などがある。山中座は、豪華な蒔絵の格天井やロビーに山中漆器の粋を配し、外観が同じ和風の二つの菊の湯とともに三つ棟と大広場の見事な調和がある。山中座の外壁は温泉縁起などの詳細が常設され広場は季節を彩る巨大な催事物が置かれることもある。山中座の初代名誉座長は森光子および佐々木守。

### ゆげ街道
共同浴場からこおろぎ橋に至る国道364号の途中400mは道路幅6mから倍以上へと拡幅、全店舗を再構築と大改修を行い、温泉情緒ある街並みに変貌し「ゆげ街道」と呼んでいる。商店街と温泉客との融合活性化を図り景観も優れ、2003年（平成15年）完成後、いしかわ景観大賞、2004年（平成16年）10月都市景観大賞国土交通大臣表彰される。1931年（昭和6年）の町の大火でも奇跡的に現存する寺から南部は延焼を免れ、道路幅6mと狭かった。2009年（平成21年）3月に「新・がんばる商店街77選」に選ばれた。

## 行事
- 5月 山中漆器まつり ゴールデンウィーク期間中に開催
- 5月4日、5日 山中温泉 医王寺 甘茶祭り（山中温泉最古のお祭り）
- 6月4日、5日 菖蒲湯祭り
- 6月下旬 古九谷修古祭
- 6月 OSJ山中温泉トレイルレース
- 7月上旬 山中温泉七夕まつり
- 7月25日 - 8月24日 ふるさと山中夏まつり
- 9月 山中節全国コンクール
- 9月 山中節道中流し

地元山中温泉の人達300人余が、『山中節』を三味線、胡弓、唄、踊りで初秋の山中温泉街を流す。
プロデュース：三味線演奏家 本條秀太郎
- 9月22日、23日 こいこい祭り

湯女みこし、おわんみこし、若衆みこし、大獅子みこし、山中節輪おどりなど

## 泉質
- 硫酸塩泉（旧泉質名 : 含石膏芒硝泉、新泉質名 : カルシウム・ナトリウム - 硫酸塩泉）

奥の細道の松尾芭蕉の句にも詠まれる、ほのかな匂いが特徴。芭蕉は「扶桑三の名湯」の一つと頌して（褒めて）いる。
- 2012年5月、金沢大学大学院特任教授（当時）の廣瀬幸雄は総湯「第2菊の湯」の温水1リットル当たり約400ppb、総湯「菊の湯」源泉では604ppbの溶存水素濃度の測定結果を明らかにした。水素は活性酸素を取り除くと期待され、広瀬によれば他の温泉では100ppb未満が多いとされる。この測定結果は地元メディアで大々的に取り上げられ話題となったが、日本温泉総合研究所によって「溶存水素およびその測定に対する認識不足に基づく誤認」として、測定結果は否定されている[5][6]。

## 歴史

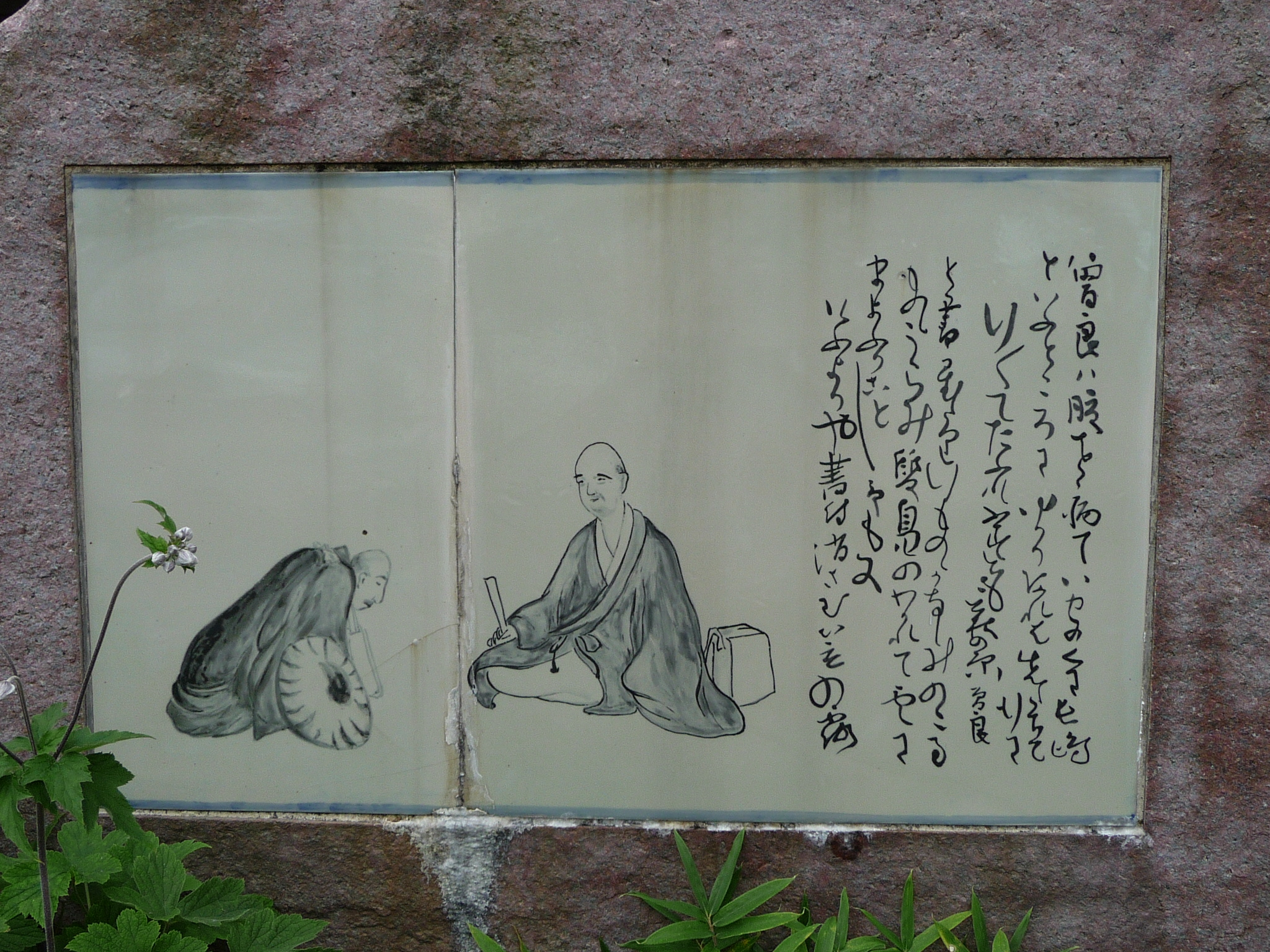
腹を病み芭蕉（右）と分かれる曾良（左） - おくのほそ道絵巻

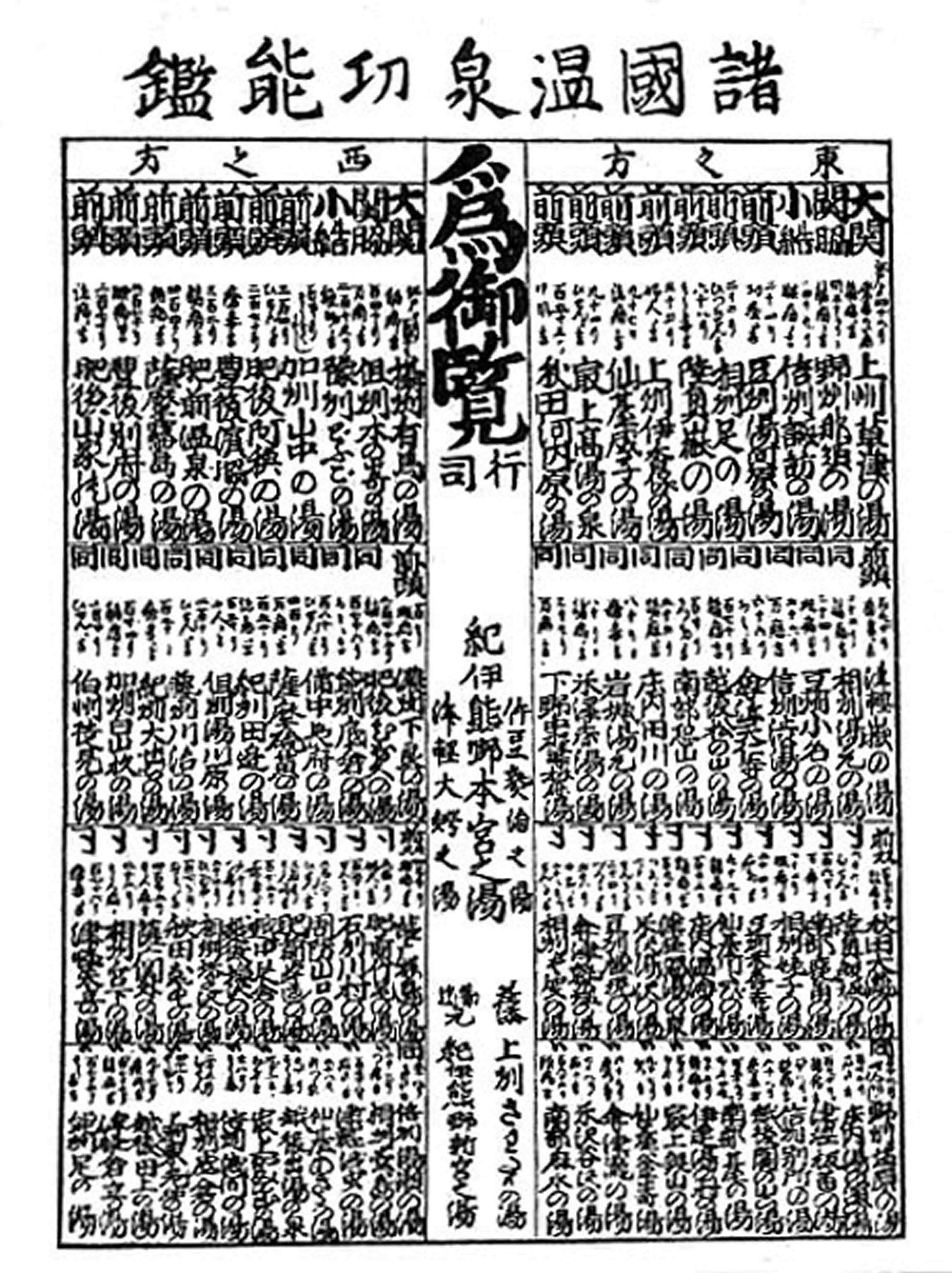
西の方 前頭筆頭 加州 「山中の湯」と記された嘉永四年『諸国温泉功能鑑』(1851年刊行）

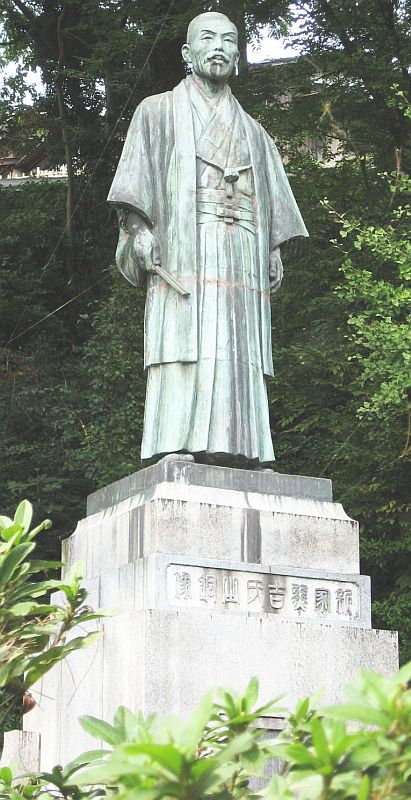
新家熊吉翁の銅像

奈良時代に行基が北陸行脚の際に薬師如来の導きによって発見したという開湯伝説が山中温泉 医王寺により伝えられている。その後、兵乱で荒廃していたが、文治年間（1185年-1190年）に長谷部信連が傷を負った一羽の白鷺が脚の傷を湯で癒しているのを見て再興したと言われる。これらの開湯伝説は後に名古屋駅・米原駅発着の北陸本線エル特急や北陸鉄道6010系電車の愛称「しらさぎ」の由来の一つともなっている。室町時代には蓮如が湯治のため滞在したこともある。山代、山中、片山津と言われ、加賀国の代表的な温泉地である。
天正8年(1580年)柴田勝家の軍勢が加賀一向一揆を攻めた折り､当時｢山中湯｣と呼ばれ、自軍に禁止令を出し｢乱暴狼藉や陣取り(内湯として奪い合う)｣を禁止したとされる｡
奥の細道の松尾芭蕉と河合曾良は驚異の速さで行程を歩いたが、終点の岐阜大垣を目前に安堵したか、温泉嫌いであった芭蕉もここ山中温泉の名湯が格別気に入り八泊した。その後、芭蕉は那谷寺を参詣し小松へ戻り、腹を病んでいた曾良を先に帰し大聖寺へと別れた。重陽の節句（菊の節句）に因む名湯を称えた句を残す。
1903年（明治36年）初代新家熊吉（あらや くまきち）は高価な輸入自転車に対して安価な普及を願い山中漆器の工程からヒントを得て初めて木製リムを製造し、日露戦争時で需要も旺盛となり、1915年（大正4年）に英国製を手本に国産初の金属製リムの製造に成功。1946年（昭和21年）に「ツバメ號」自転車を生産し、その後リムと共にチェーンの製造も手がけ、これらは加賀市の機械産業の一翼となっている。上原町国道364号脇の丘に翁の銅像があり、傍にシダレザクラもある。二代目新家熊吉は初代加賀市長となった。
昭和初期まで各温泉宿には内湯が無く「湯ざや」と呼ばれる共同浴場を利用していた。
1938年（昭和13年）海軍は佐世保、呉、横須賀の鎮守府管理の下、既存の三つの温泉病院（他に三病院、青森県むつ市大湊湾、韓国・鎮海警備府、台湾・馬公警備府に加え、舞鶴鎮守府の管理で日本海側にも一つ温泉病院の設立を決定した。各地で誘致合戦が展開され、戦況から毒ガスの使用が予想され、毒ガス傷病兵に効能ある泉質から山中温泉に土地の無償提供もあり、1941年（昭和16年）10月に山中海軍病院が開設された。1945年（昭和20年）12月に国立山中病院、2003年（平成15年）3月に山中温泉医療センターとなった。加賀市としての合併後は市の施設とし運用され、管理運営は地域医療振興協会に委ねている。また、1946年（昭和21年）に付属看護婦養成所を併設し、1953年（昭和28年）に高等看護学院を開設。1975年（昭和50年）に付属看護学校と改称。2004年（平成16年）4月、日本全国の国立病院が国立病院機構となったのを機に全国50余校とともに廃校となった。
1947年（昭和22年）10月26日、昭和天皇の戦後巡幸。旅館よしのや別館依緑園に宿泊。夜には提灯行列が行われた。
1948年（昭和23年）6月28日、福井地震が発生。共同浴場に入浴中の数十名が一斉に逃げ出した際の混乱で1人が重傷、50余人が軽傷を負った。
1959年（昭和34年）、遊園地、スキー場、ロープウェイを含むレジャー施設「山中水無山展望台」が開業（1978年（昭和53年）に営業を休止した）。
2009年（平成21年）から温泉街の料飲業協同組合は洋楽の名盤と呼ばれたレコードのディスクジャケットの写真などをパロディとした創作画像を盛り込んだ「グルメマップ」を温泉客に配ったことが新聞やテレビで取り上げられ話題となった。パロディ画像の一例としてビートルズの4人がアビイ・ロードの横断歩道を渡るのを模して、山中温泉ゆかりの4人、道場六三郎（当地出身）、『奥の細道』の松尾芭蕉と河合曾良、九谷焼始祖の後藤才次郎が「ゆげ街道」を横切るものがある。
2013年（平成25年）4月27日、「森光子一座記念館」開館。旧山中町長の田中實(たなか みのる)が2000年頃、森光子が「山中節は民謡の中で一番好き」とラジオ番組で語ったのを偶然聞いて感動し、山中座の名誉座長になってほしいと何度も懇願し、森が就任。2015年に記念館建設の話もまとまっていたが。森の死去により前倒しで開館した。その後、遺品の借用期間が過ぎたことや県道の拡張計画などの理由により、2015年11月に休館。

## アクセス
- 公共交通機関

JR加賀温泉駅から北鉄加賀バスの路線バスまたはまちづくり加賀の観光周遊バス「キャンバス」で30分。
また加賀市観光交流機構が企画し京福バスが運行する永平寺直通バス「永平寺おでかけ号」（予約優先）もある。
かつては北陸鉄道加南線が粟津駅・動橋駅・大聖寺駅から通じていたが、1971年（昭和46年）に廃止された。
- 自動車

北陸自動車道加賀ICから国道8号・国道364号経由で約30分、福井北IC、丸岡ICから国道364号経由で約40分。
国道364号、福井県坂井市丸岡町山竹田から、県境の丸岡・山中温泉トンネル（2004年（平成16年）4月開通）を抜け山中温泉大内町、我谷ダム、栢野町を経て温泉街に至る。
金津ICからも福井県道10号丸岡川西線を経由して向かうこともできるが、狭小区間が長く、またカーブの多いことから多少時間がかかる。
小松空港、那谷寺、粟津温泉方面からは四十九院トンネルを経由するルートが最短だが、2000年（平成12年）9月に新トンネルが開通したことで短縮された。

## 地名としての山中温泉
古来、山中温泉街であった江沼郡山中町と西谷村、東谷奥村と河南村の3村が1955年（昭和30年）4月、新設合併により新たに山中町となる。2005年（平成17年）10月に加賀市と山中町が合併（新設合併）して加賀市となったのを機に、山中町の区域を地域自治区「山中温泉」とした（2015年（平成27年）9月30日まで）が、旧村落部は一部を除き必ずしも温泉街ではない。

## エピソード

### 「山中会談」
1963年6月に元総理大臣の吉田茂が佐藤栄作、三木武夫を伴い、山中温泉一の高級旅館だった「よしのや依緑園別荘」に逗留。池田勇人の後継を佐藤とする、という秘密会議を行ったとされている。

## ゆかりの人物
出身者
- 道場六三郎 : 日本料理人。テレビ番組『料理の鉄人』の初代「和食の鉄人」として有名。
- 辻政信 : 大日本帝国陸軍軍人

居住者
- 佐々木守：脚本家。1970年代後半から居住し、山中温泉を舞台にしたテレビドラマ『こおろぎ橋』を執筆。